# Astroblepus brachycephalus
Astroblepus brachycephalus és una espècie de peix de la família dels astroblèpids i de l'ordre dels siluriformes.

## Morfologia
Els mascles poden assolir els 20 cm de llargària total.

## Distribució geogràfica
Es troba als rius de la costa pacífica de l'Equador.